# Corniche
För galopphästen, se Corniche (häst).

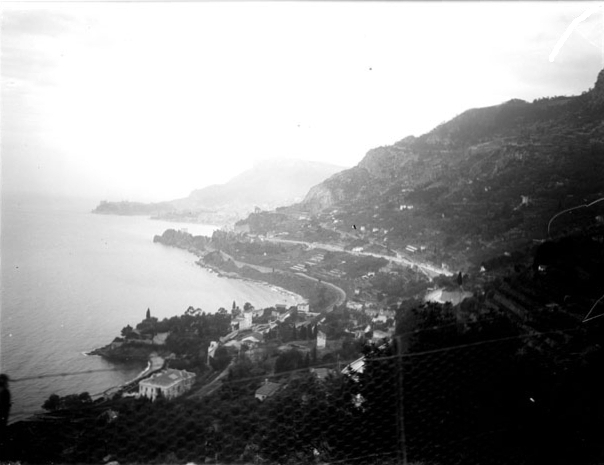
Cornicher längs med kustbergen i Roquebrune-Cap-Martin, med vy mot Monaco (foto: 1906).

Corniche är en väg som går utefter en klippa eller bergsida, där marken stiger på ena sidan av vägen och faller undan på andra sidan. Ordet används även för vägar som går utefter hav eller vattendrag. 
Ordet härstammar från franskans route à corniche eller route en corniche. Även på engelska är ordet corniche och med liknande uttal.

## Kända exempel
Några av de mest omskrivna corniche-vägarna löper längs med de branta kustbergen på Franska rivieran, i trakterna runt Nice och Monaco. Dessa är tre till antalet:
- La Grande Corniche (Stora cornichen) – 31 kilometer lång, anlagd av Napoleon I längs med den tidigare Via Aureliana. Ovanför Monaco stiger den på sina ställen till 450 meters höjd över havet.
- La Moyenne Corniche (Mellancornichen) – 33 kilometer lång, sträcker sig från Menton till Nice, löper ibland på 150 meters höjd över havet.
- La Corniche Inférieure (Nedre cornichen) – 31 kilometer lång, anlagd av fursten i Monaco. Den är kustvägen som sammanbinder de olika orterna längs med Franska rivieran.